# Capitalist Casualties
A Capitalist Casualties amerikai hardcore punk/powerviolence/crust punk együttes. 1987-ben alakultak a kaliforniai Santa Cruzban. Énekesük, Shawn Elliot 2018-ban elhunyt. 

## Tagok
- "Spider" Mike
- Jeff - basszusgitár, ének[3]
- Shawn Elliot - ének
- H. Murder

## Diszkográfia
- 26 Songs (demó, 1988)
- Disassembly Line (album, 1992)
- Subdivisions in Ruin (1999)
- Capitalist Casualties / Hellnation (split, 2008)
- Live in Nagoya (koncertalbum, 2010)
- Live in Kochi Chaotic Noise (koncertalbum, 2015)